# 슬로바키아의 역사
이 문서는 슬로바키아의 역사를 기술한다.
현재의 영토에 슬라브족이 처음 도착한 것은 서기 5-6세기의 일이다. 서기 6세기 후반에는 아바르 칸국의 지배를 받았다. 서기 7세기에는 사모가 사모 왕국을 세울 때 주요한 역할을 했으며, 서기 9세기에는 아바르 칸국이 해체되자 니트라 대공국을 세웠는데 이는 후에 모라비아 왕국에 의해 점령되었다. 서기 10세기에는 대모라바 왕국의 해체로 헝가리 대공국이 세워졌는데 이는 1000년에 헝가리 왕국으로 바뀌었다. 13세기에 몽골의 유럽 원정으로 영토의 대부분이 파괴되었으나 벨러 4세에 의해 복구되었다.
제1차 세계 대전으로 오스트리아-헝가리가 해체되어 체코슬로바키아가 세워졌는데, 슬로바키아는 그 일부로 존재했다. 제2차 세계 대전 중에는 나치 독일의 종속국인 슬로바키아 공화국 형태로 유지되었다. 1948년 체코슬로바키아 쿠데타로 체코슬로바키아가 공산국가가 되었는데, 이후 프라하의 봄 등의 사건이 이어지다가 1989년 벨벳 혁명으로 공산주의 체제가 종결되었다. 슬로바키아는 체코슬로바키아에서 평화적으로 해체되어 1993년 1월 1일부터 독립국이 되었다.